# Ferrari 360
O Ferrari 360 é um carro esportivo produzido pela fabricante italiana Ferrari entre 1999 e 2004, com três versões oferecidas: Ferrari 360 Modena, um cupê de duas portas; Ferrari 360 Spider, um conversível de duas portas; e Challenge Stradale, a versão aprimorada dos 360 Modena.
O Ferrari 360 Modena tem um motor 3.6 litros V8 de 400cv de potência e acelera de 0–100 km/h em 4.3 segundos. Todos têm o motor de oito cilindros e o chassis de alumínio. Os 360 serviram também como a base para seu sucessor, o modelo F430 lançado em 2004.

## Aspectos Gerais

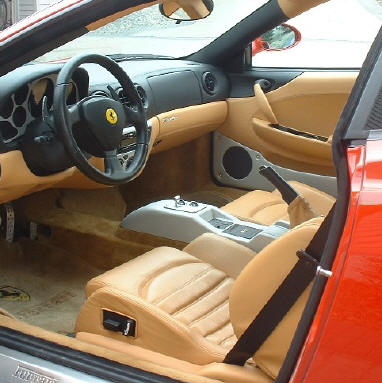
Os 360 estão disponíveis com um câmbio F1 semi-automático controlado por "Aletas" na coluna de direção

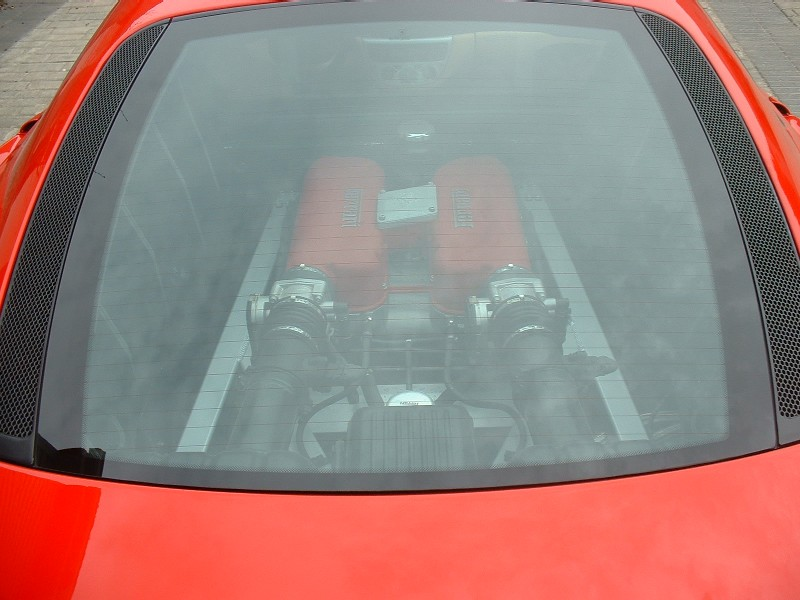
O motor V8 é visível sob uma tampa do vidro traseiro

Os 360 estão disponíveis com uma caixa de câmbio manual ou semiautomática "F1" de 6 marchas, controlada por "borboletas" na coluna de direção

## 360 Modena
Os 360 Modena (cidade do onde nasceu Enzo Ferrari) são assinados pelo estúdio Pininfarina, como os F355. Seu motor V8 central -visível do vidro traseiro- é o mesmo da versão anterior, mas melhorado. Foi o primeira propulsor da Ferrari construído inteiramente em alumínio. O carro entrou em produção em 1999.

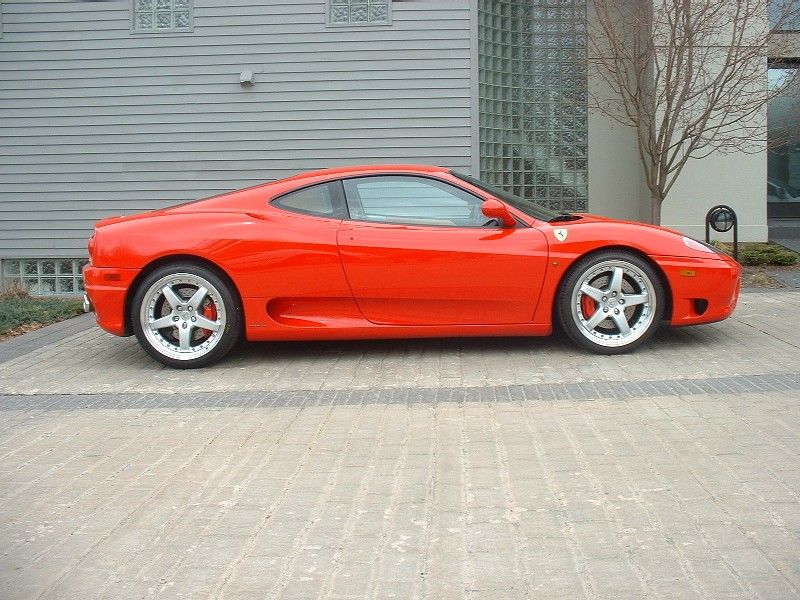
Perfil de uma Ferrari 360 Modena.

### Especificações
Desempenho
0–100 km/h (62 mph): 4.27s
0–160 km/h (100 mph): 10.2s
0-400 metros (1/4 de milha): 12.3s
Velocidade máxima: 299 km/h (185 mph)

## 360 Spider

### Descrição
O 360 Spider é o 20º conversível da Ferrari. É a versão conversível do modelo 360 Modena; à exceção do peso.
Todas os Spiders vêm com uma mecanismo elétrico de abertura e fechamento do teto.  
Não há versão Targa disponível para o 360. Com o teto fechado, a 360 Spider se parece muito com o 360 Modena.

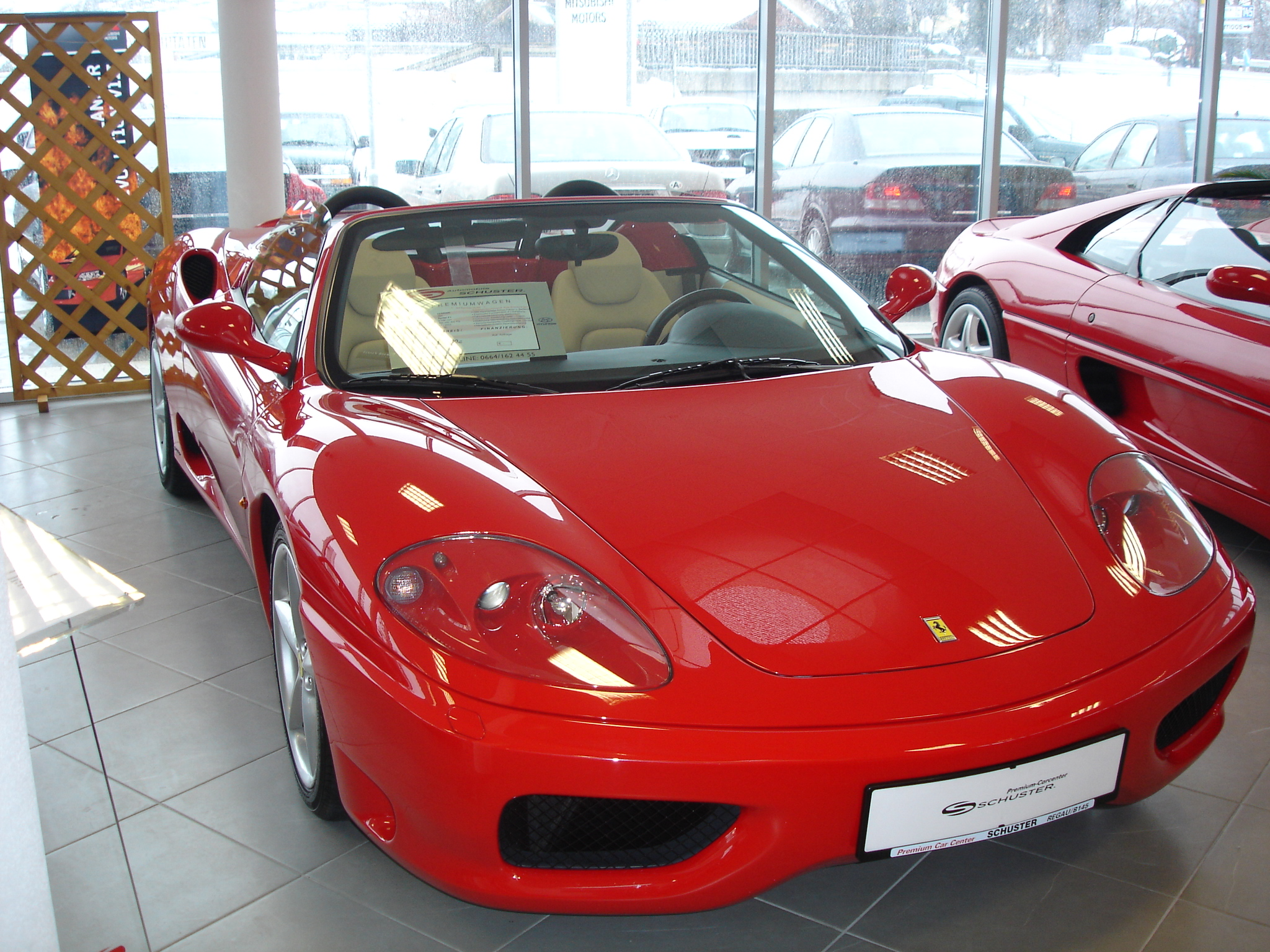
Ferrari 360 F1 Spider com o câmbio estilo F1 de 6 marchas

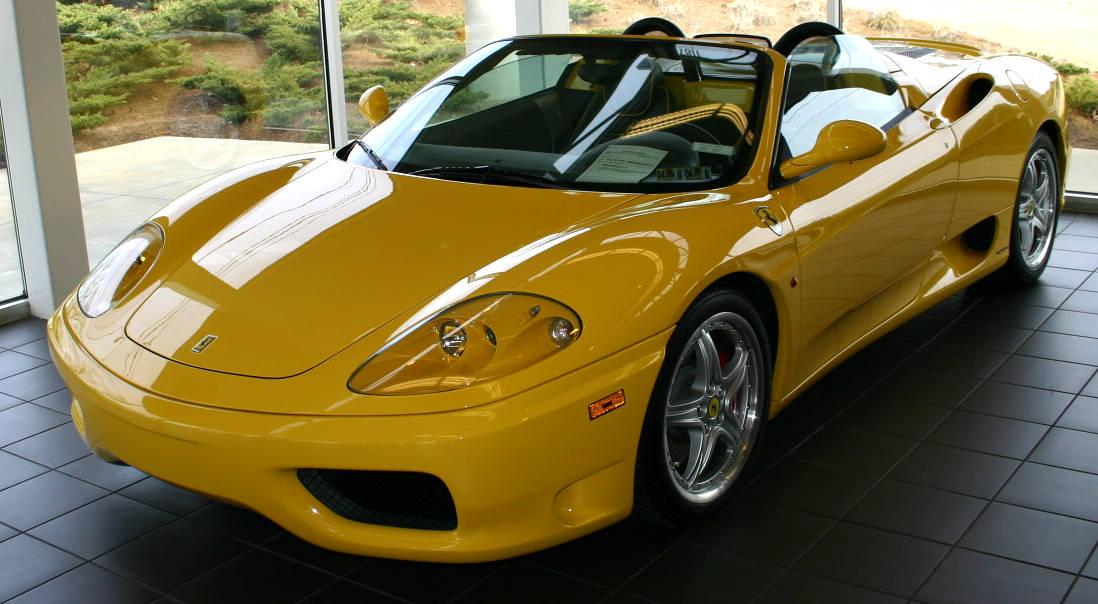
Todas Spiders vem equipadas com mecanismo elétrico para acionamento do teto

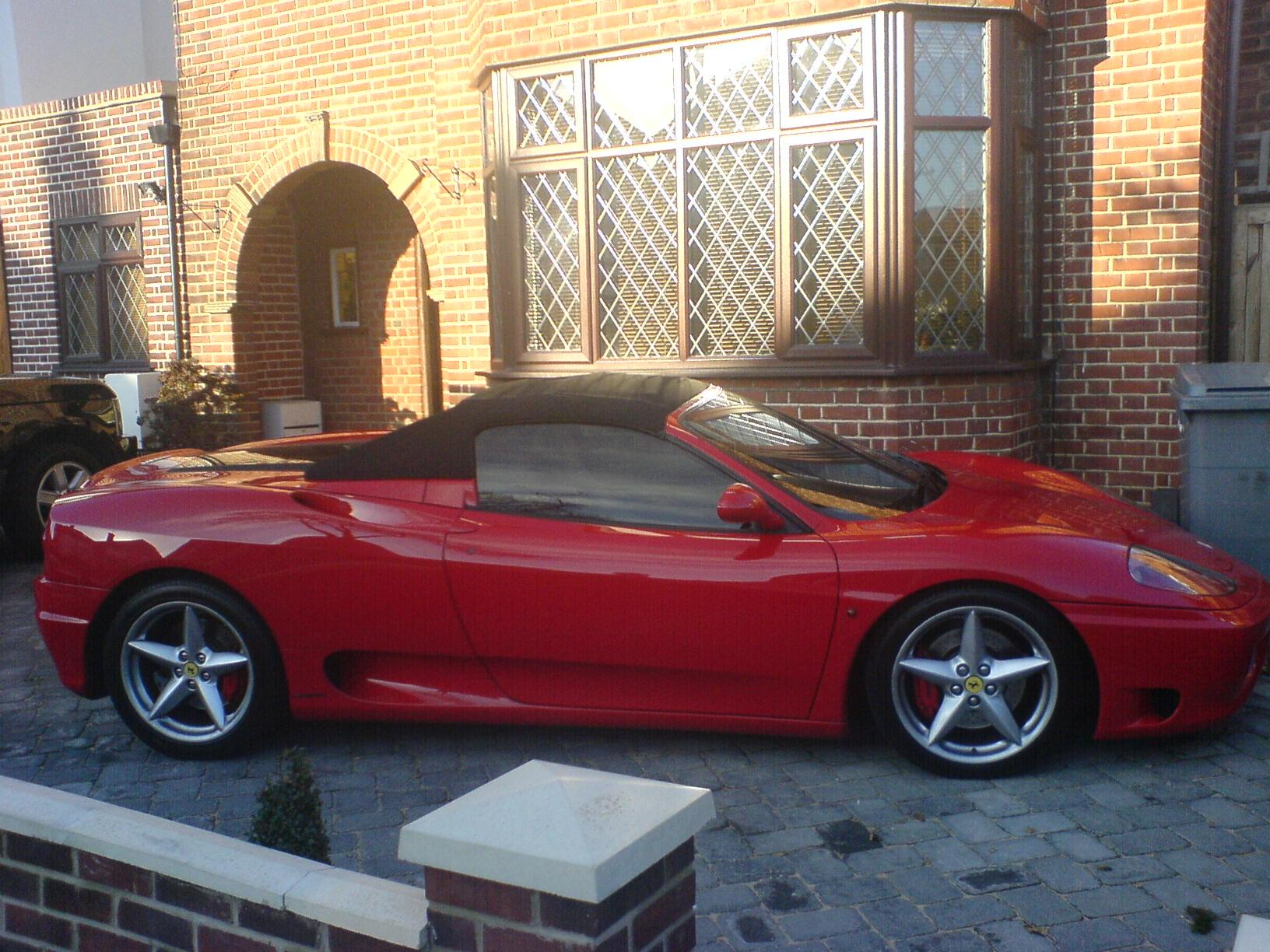
Ferrari 360 Spider com o teto fechado. Não há versão Targa.

### Especificações
Dimensões
Comprimento: 4477 milímetros
Largura: 1922 milímetros
Altura: 1235 milímetros
Entre-eixos: 2600 milímetros
Peso: 1350 quilogramas (2976 libras)
Distribuição do peso: 42% parte dianteira/58% parte traseira
Capacidade do combustível: 95 litros

## Challenge Stradale

### Descrição

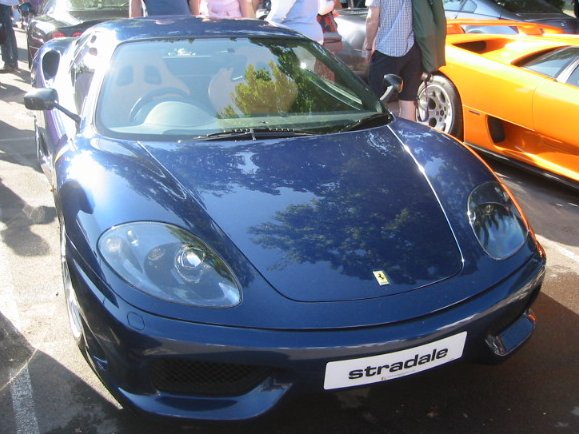
A Challenge Stradale tem retrovisores de fibra de carbono, que são menores que os das outras versões

A tradição de Ferrari, marcada pelo modelo F40, é o desempenho antes do luxo. Esta tradição tem sido recentemente deixada de lado em favor de bancos de couro e outros confortos do 360 Modena e do 575M Maranello, mas a Ferrari retornou à suas raízes com a Challenge Stradale. É um cupê de duas portas igual ao 360 Modena na parte externa, embora sua aerodinâmica foi ligeiramente melhorada. As diferenças principais são um chassis de alumínio (que causam um veículo significativamente mais leve), um motor 3.6 V8 aperfeiçoado (aumentando sua potência de 400 para 425 cv), suspensão e freios melhorados, rodas maiores e pneus de 19 polegadas, um câmbio de marchas sequenciais em estilo Fórmula 1, e uso expressivo de componentes em fibra do carbono.
Foi introduzido oficialmente em março de 2003, na mostra de motor internacional de Genebra e entrou em produção logo após o evento.

### Especificações
O Challenge Stradale tem os retrovisores de fibra do carbono que são menores do que aqueles do carro padrão

### Dimensões
Comprimento: 4477 milímetros
Largura: 1922 milímetros
Altura: 1199 milímetros
Entre Eixos: 2600 milímetros
Peso: 1180 quilogramas (2601 libras)
Capacidade do combustível: 95 litros

### Motor
No. dos cilindros: 8 wm V, 90 graus
Volume total:3586 cm3

### Desempenho
0-100 kmh (60 mph): 4.1s
0-160 khm (100 mph): 8.8s
0-400m (1/4 milha):  12.1s
Velocidade máxima: 299 km/h (186 mph)

## Críticas
Os 360 geralmente foram bem recebidos. Entretanto, alguns especialistas criticaram sua falta de estabilidade, similar a seus predecessores (348 e F355). Um exemplo de mundo real disto foi quando o jogador de futebol americano Ian Wright perdeu o controle de seu 360 ao retardar a redução de marcha em uma estrada de subida de serra.
Apesar de seu grande desempenho de arrancada, não apresenta bom desempenho em subidas muito íngremes.

## Na cultura popular
- Na adaptação do filme "As Panteras" de 2000, a personagem de Cameron Diaz pode ser vista dirigindo um 360 Spider.
- Modelos digitais do 360 aparecem em muitos jogos de videogame, incluindo Need for Speed: Hot Pursuit 2, Deus Ex, OutRun 2, Project Gotham Racing, Project Gotham Racing 2, Project Gotham Racing 3, Forza Motorsport e Forza Motorsport 2.